# Aeroportul Alice
Aeroportul Alice (IATA: ALI, ICAO: KALI, FAA LID: ALI) este un aeroport din Texas, Statele Unite ale Americii ce deservește zona Alice. A fost numit după zona deservită.
Situat la o altitudine de 54 m, aeroportul dispune de 2 piste.

## Infrastructură

### Piste
Aeroportul dispune de 2 piste. Pista 13/31 are suprafața de asfalt și dimensiunile 5.997 picioare × 100 picioare. Pista 17/35 are suprafața de asfalt și dimensiunile 4.490 picioare × 100 picioare. 